# Celldömölk
Celldömölk  este un oraș în districtul Celldömölk, județul Vas, Ungaria, având o populație de 11.398 de locuitori (2011). 

## Demografie
Componența etnică a orașului Celldömölk
     Maghiari (97,01%)
     Romi (1,46%)
     Necunoscut (0,36%)
     Alții (1,18%)
Componența confesională a orașului Celldömölk
     Romano-catolici (45,63%)
     Luterani (19,35%)
     Fără religie (3,86%)
     Reformați (2,94%)
     Necunoscută (27,56%)
     Alte religii (1,25%)
Conform recensământului din 2011, orașul Celldömölk avea 11.398 de locuitori. Din punct de vedere etnic, majoritatea locuitorilor (97,01%) erau maghiari, cu o minoritate de romi (1,46%). Apartenența etnică nu este cunoscută în cazul a 0,36% din locuitori. Nu există o religie majoritară, locuitorii fiind romano-catolici (45,63%), luterani (19,35%), persoane fără religie (3,86%) și reformați (2,94%). Pentru 27,56% din locuitori nu este cunoscută apartenența confesională.